# 鸡貂号鱼雷艇
鸡貂号（德語：Iltis）是德国国家海军暨战争海军于1920年代中期建造的六艘1924（猛兽）级鱼雷艇的2号艇。它曾在1930年代末的西班牙内战期间多次执行不干预巡逻任务。二战期间，该艇并未参加1940年的挪威战役，因为它在意外撞沉一艘U艇后正接受维修。鸡貂号在接下来的数年间主要负责协助布雷舰执行布雷任务，同时也自行布设雷区。1941年下半年，它还为穿越斯卡格拉克海峡的船队提供护航。该艇于1942年返回德占法国，成为在“海峡冲刺”行动中主力舰经英吉利海峡驶往德国的护航舰艇之一。鸡貂号随后又协助一艘破交舰穿越海峡，并于5月在护送另一艘突围舰时遭英军击沉。

## 设计及装备
猛兽级鱼雷艇的设计源自前级猛禽级，其体型稍大、速度略快，但武器装备类似。鸡貂号的水线长和全长分别为89米和92.6米，有8.65米的舷宽以及平均3.65米吃水深度；设计排水量为933吨，满载时则可达1,320吨。它由两台布朗-博韦里齿轮传动蒸汽轮机提供动力，各负责驱动一副直径为2.35米的三叶螺旋桨。过热蒸汽则由三台燃油水管锅炉供应，这使得它在23,000匹軸馬力（17,000千瓦特）额定功率下的设计航速为34節（63每小時）。该艇最多可贮存338吨燃料油，能够以17節（31每小時）的速度的巡航1,997海里（3,698）。艇只的标准船员编制为4名军官和125名水兵。
竣工时，猛兽级艇装备有三门105毫米28倍径速射炮作为主炮，一门位于艇艏前部，两门位于艇艉后部，从艏到艉依次编为1至3号炮。它们还在两座水面三联装挂架上安装有六具500毫米鱼雷发射管，并可携带多达30枚水雷。1931年后，这些鱼雷发射管被533毫米管取代，并增加了一对20毫米30式高射炮。战争期间，鸡貂号在沉没之前可能再加装有两门20毫米炮。

## 建造及服役

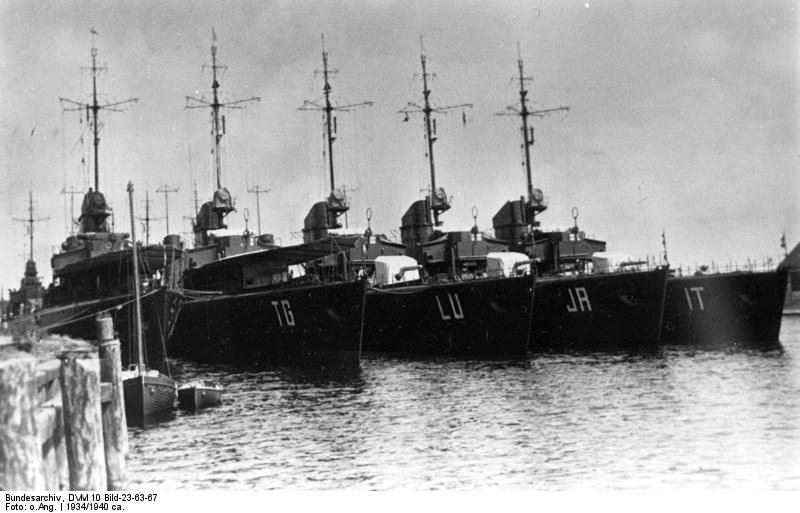
锚泊中的虎号、猞猁号、美洲豹号和鸡貂号（右一）

鸡貂号自1927年3月8日起与姊妹艇狼号一起在威廉港的国家海军造船厂铺设龙骨，建造序列为110。两艘艇均于同年10月12日下水，由曾在义和团运动期间担任原鸡貂号炮舰指挥官的海军上将威廉·冯·兰斯发表下水演说，其妻子则为新艇命名。1928年10月1日投运后，鸡貂号被编入第3鱼雷艇半区舰队（3. Torpedoboots-Halbflottille）服役。海试一直持续到1928年12月20日，之后它被运用于例行的训练演习。1930年，该艇曾参加前往地中海的训练巡航，次年6月15日至7月3日又参加了前往挪威海域的夏季巡航。鸡貂号于1932年2月6日停运，其船员被转移到同日复出的狼号。同年10月1日，鸡貂号重新投运并回到第3半区舰队，其核心船员则是从刚停运的姊妹艇豹号转移而来。它于1933年夏天参加了舰队的波罗的海训练巡航之旅，并分别到访赫尔辛基和里加。1934年，该艇又前往瑞典进行训练。
在1936年到1939年的西班牙内战期间，鸡貂号曾四度被部署至西班牙沿岸执行不干预巡逻。第一次是1936年9月，它与虎号一同驶向西班牙海域，以轮替驻扎在当地的鱼雷艇神鹫号和海鸥号。此后，鸡貂号成为对西班牙实行国际海上封锁的一份子。它于同年10月返回德国，但很快便于次月重新前往西班牙，并与其它舰艇一同参与了营救被囚禁的长枪党领袖何塞·安东尼奥·普里莫·德里维拉的行动，但没有成功，遂于12月返德。1937年6月3日，该艇第三度被派往西班牙海域，至7月返回，并于当月17日再度停运。鸡貂号于1938年1月5日重新投运，初期用作第3和第5驱逐支舰队的训练。自2月1日起，它与虎号和狼号共同组成第3鱼雷艇半区舰队，并于1938年3月至7月间再度前往西班牙海域巡航。三艘鱼雷艇归来后，第3半区舰队重组为第6鱼雷艇区舰队，进而于1939年3月与其它半区舰队共同参与了梅默尔领地的重新整合行动。

### 第二次世界大战
与其它同级艇一样，鸡貂号在战争爆发之初的主要任务是为布雷舰在北海布设防御性雷区提供支援。1939年10月17日至19日，它与姊妹艇狼号、豹号以及三艘驱逐舰在斯卡格拉克海峡巡逻，以检查中立国船只是否有搭载违禁品。11月13日，该艇担当轻巡洋舰科隆号和纽伦堡号的护航，而这两艘巡洋舰则为前往泰晤士河口执行布雷任务的驱逐舰提供支援。五天后，鸡貂号又陪同莱比锡号与三艘从亨伯河口返回的驱逐舰会合。第6区舰队还于11月24日至25日在斯卡格拉克海峡执行了另一次违禁品巡逻。1940年1月30日，该艇在黑尔戈兰岛以北水域意外与U-15号潜艇发生碰撞，后者随即沉没，艇内25名船员全数罹难。
碰撞中受损的鸡貂号被送往威悉明德接受维修和改装，并一直持续到1940年5月，因此错过了同年4月的挪威战役。7月26日，它与另外4艘鱼雷艇从挪威的斯塔万格出发，去接回从特隆赫姆前往基尔维修途中受损的战列舰格奈森瑙号。它们于12:45与战列舰会合，惟姊妹艇猞猁号至15:49在耶伦附近遭英国潜艇泰晤士号击沉，造成102人丧生。其余护航舰艇对潜艇展开搜索，但无果而终，仅救出了少数幸存者。随后，鸡貂号换编至第5鱼雷艇区舰队，伙同美洲豹号、隼号、狮鹫号、神鹫号、T-2号和T-3号一起，于8月14日至15日在北海西南部布设雷区。它们于8月31日至9月2日和9月6日至7日又在同一地区为其它布雷任务提供协助。9月，第5区舰队移驻德占法国，鸡貂号不久便于9月26日在勒阿弗尔港遭到炸弹袭击，造成6名船员阵亡，另有7人受伤。在瑟堡完成修复后，它与美洲豹号于10月29日至30日前往多佛尔附近布设雷区，继而于12月2日至3日再次布设雷区。
1941年1月23日至24日，鸡貂号、鱼雷艇海雕号和驱逐舰Z-4“理夏德·拜岑”号前往英吉利海峡北部入口执行布雷任务。它与美洲豹号于2月25日至26日在伊斯特本附近布设雷区，随后于3月5日至6日再次布设。3月22日，这两艘艇负责护送刚从“柏林行动”中返回的战列舰沙恩霍斯特号和格奈森瑙号战列舰进入法国布雷斯特，随后奉命转往北欧。3月30日，鸡貂号又与驱逐舰Z-23号和Z-24号一同护送装甲舰舍尔将军号从基尔前往丹麦安霍尔特岛。它于次月11日在荷兰鹿特丹的威尔顿-菲耶诺德船厂接受改装，工程一直持续到6月22日。随后，该艇被转移到斯卡格拉克海峡，执行丹麦—挪威地区的护航任务。同年8月25日，北线海军集团司令部解散第5鱼雷艇区舰队，并分配予各部队执行训练任务。其中鸡貂号曾一度充当第24潜艇区舰队的训练艇和鱼雷拦截艇。
1942年1月，鸡貂号再度投入前线服役，获移驻法国重新加入新的第5鱼雷艇区舰队。它们在2月12日的“海峡冲刺”期间成功护送沙恩霍斯特号、格奈森瑙号和重巡洋舰欧根亲王号返回德国。3月13日至14日，尽管遭到英国人的猛烈攻击，破交舰米歇尔号依然在第5区舰队和9艘扫雷舰的掩护下成功穿越英吉利海峡，期间甚至击伤了敌方驱逐舰沃波尔号和弗尼号。此后，鸡貂号再次被派往西部地区执行护航任务，并与英国部队进行了数场战斗。5月8日至12日，第5区舰队的鸡貂号、海雕号、隼号和神鹫号从布雷斯特移师荷兰角港，以护送破交舰施蒂尔号从那里穿越英吉利海峡。12日，即破交舰返航的首日，该部队便遭到英国鱼雷快艇拦截。在由此引发的海战中，鸡貂号被鱼雷击中，断成两截，于13日04:04在滨海布洛涅附近的50°46′N 1°34′E / 50.767°N 1.567°E处沉没。英国军队的救援尝试以失败告终，赶到现场的德国S艇则于两小时后救起33名幸存者；但包括艇长在内的115名官兵阵亡。